# Hundhotellet – En mystisk historia
Hundhotellet – En mystisk historia är en svensk animerad film från 2000, regisserad av Per Åhlin och med manus av Per Åhlin och Hans Åke Gabrielsson. Filmen var ursprungligen avsedd att bli en TV-serie.

## Handling
Hunden Sture och hans vän, den artistiske taxen Picasso beger sig till Paris men råkar komma fel och tar in på det mystiska Hundhotellet. Det visar sig snart att flera underliga saker försiggår i huset och Sture och Picasso börjar så sakta lära känna hotellets övriga (och mycket konstiga) personligheter - däribland MC-föraren Baskerville, deckarförfattarinnan Miss Mops, den märklige Doktor Dunkelspiel, den nervösa Hotellvärden, amerikanaren och mumiefantasten Mr. Big och inte minst den vackra Lifterskan, på jakt efter kärlek.

## Rollista i urval
- Hans Alfredson – Sture
- Jan Mybrand – Picasso
- Pernilla Wahlgren – lifterskan
- Tomas von Brömssen – hotellvärden
- Margreth Weivers – miss Mops
- Peter Harryson – jägmästaren
- Johan Rabaeus – mr. Big och mr. Green
- Rolf Skoglund – Baskerville
- Stig Grybe – doktor Dunkelspiel
- Johan Ulveson – kypare 1
- Bo Christer Hjelte – kypare 2
- Björn Kjellman – Ke Ping
- Karin Gidfors – köksan och städerskan